# The Jackal (film)
The Jackal è un film del 1997 diretto da Michael Caton-Jones, liberamente tratto dal romanzo Il giorno dello sciacallo di Frederick Forsyth. La pellicola, che vede come protagonisti Bruce Willis, Richard Gere e Sidney Poitier, può essere considerata come un remake del film del 1973 intitolato Il giorno dello sciacallo.

## Trama
A Mosca, agenti dell'FBI collaborano con il Ministero degli affari interni della Russia - MVD per sgominare una organizzazione della mafia russa; durante un raid, uno dei presenti sta per sparare all'agente federale americano Carter Preston, ma viene freddato dal maggiore Valentina Koslova della polizia russa. Il morto era fratello del capo dell'organizzazione, che vuole vendicarsi ad ogni costo; così incarica i suoi uomini più fidati di rintracciare un sicario tra i più abili nell'ambiente.
Il prescelto è the Jackal (lo Sciacallo), un misterioso ed infallibile killer professionista, abilissimo nel non lasciare tracce dietro di sé; il capomafia russo lo ingaggia per uccidere una persona (che non viene mostrata allo spettatore); sapendo che una volta eseguito il lavoro sarà ricercato ovunque e dovrà sparire per sempre, l'assassino chiede una cifra molto alta: 70 milioni di dollari, dei quali metà immediatamente come acconto e la seconda metà a lavoro terminato, specificando che in qualsiasi caso terrà l'acconto. Quando l'MVD riesce a catturare uno degli uomini che avevano cercato Jackal, durante l'interrogatorio emerge il nome del killer, però mancano i dettagli sui bersagli; l'agente Preston e il maggiore Koslova ritengono che essi siano la stessa Koslova (che ha ucciso il fratello del boss) e il direttore dell'FBI (che ha appoggiato l'operazione congiunta).
Per fermare il killer prima che compia la sua missione, i due poliziotti si ritrovano costretti a cercare chi ha avuto contatti con lui in passato; tra i nomi più probabili c'è Isabella Zanconia, una separatista basca ormai sparita da anni; la donna ha rinunciato alla politica e alla lotta armata e si è costruita una famiglia; per trovarla, Preston e la Koslova vanno a parlare con il suo ex compagno, un ex terrorista dell'IRA Declan Joseph Mulqueen, ora rinchiuso in un carcere di massima sicurezza del Massachusetts; Declan si rifiuta di coinvolgere ancora Isabella e si offre al suo posto, poiché anche lui è una delle poche persone ad aver conosciuto Jackal e quindi capace di riconoscerlo. Nonostante tutto, Preston insiste per parlare con Isabella, e Declan acconsente a patto che la donna sia tenuta fuori dalla caccia; parlando con la Koslova, Isabella dichiara di averlo conosciuto in un campo d'addestramento in Libia, e lo descrive portando Declan come controesempio: l'irlandese era pieno di fuoco ma nonostante tutto non andava oltre certi limiti (mai ha compiuto attentati contro obiettivi civili o provocato stragi per spargere terrore), mentre Jackal era già allora glaciale ed impassibile, praticamente privo di emozioni.
Tra un inseguimento e l'altro attraverso il Nordamerica, presto i tre scopriranno che rintracciare Jackal è un'impresa quasi impossibile, considerata la sua abilità nel cambiare continuamente identità e nascondere le proprie tracce; Jackal è inseguito anche da terroristi ed altre organizzazioni a cui ha creato danni in passato. Intanto Declan e la Koslova si avvicinano nonostante le differenze; l'ex terrorista spiega ad un certo punto che per lui è una questione personale: Jackal sparò a lui e Isabella anni prima, colpendo la donna al ventre e uccidendo così il bambino che portava in grembo. Ottenuta la vendetta, Declan vuole sparire sfruttando una chiave datagli da Isabella, che apre un armadietto con un passaporto pulito e contanti, nascosti lì all'epoca dell'arresto di Declan da suoi amici che affidarono la chiave ad Isabella e che gli ha restituito nel loro incontro.
Dopo vari tentativi di neutralizzazione dello Sciacallo, quest'ultimo, dopo aver assassinato il suo armiere e l'uomo che lo ospitava (il killer si era finto gay per corteggiarlo e farsi invitare a casa sua, in modo da usarla come base non rintracciabile) scoverà la casa di Isabella e lì ucciderà a sangue freddo la Koslova insieme all'agente FBI Witherspoon e un altro agente federale.
Da una frase che Jackal ha sussurrato alla Koslova affinché la riferisse all'irlandese e da un servizio televisivo, Declan intuisce che il vero obiettivo del sicario non è il direttore dell'FBI, bensì un'altra persona che apparirà con lui ad un evento pubblico, la first Lady. Quindi, arrivato appena in tempo con le forze speciali per sventare l'attentato, l'ex terrorista localizza Jackal che tenta la fuga in metropolitana, e nel contempo Preston riesce a salvare la First Lady dai colpi sparati da un'arma, fuori controllo, piazzata all'interno di un monovolume dallo stesso killer, che verrà distrutto da altri agenti. Il killer, sceso nella metro, prende in ostaggio una ragazza e neutralizza Declan: ma Isabella, giunta sul posto, riesce a sparargli salvando la vita dell'ex compagno, il quale subito dopo salverà entrambi sparando più volte al mercenario non ancora morto.
Giorni dopo Declan e Preston, convalescenti per le rispettive ferite, assistono alla sepoltura del killer in una tomba anonima, con una lapide che dice solo The Jackal. Preston, decide di tornare in Russia per smantellare il resto dell'organizzazione in memoria di Valentina ed è dispiaciuto che le autorità non abbiano concesso la grazia a Declan nonostante il suo aiuto, ma questi è soddisfatto di aver chiuso i conti col killer, l'agente (che ha sempre saputo della chiave), dopo averlo ringraziato per le azioni eroiche svolte e avergli augurato buona fortuna, lo lascia solo per trenta minuti in modo che possa dileguarsi.

## Produzione

### Cast
Prima che Bruce Willis fosse assunto, vennero considerati per il ruolo dello sciacallo Sean Connery, Willem Dafoe e Matthew McConaughey, che tuttavia rifiutarono la parte. Nel film appare in un ruolo minore anche Jack Black, nei panni del complice dello Sciacallo, che costruisce la base mobile dell'arma con cui poi Jackal lo ucciderà a lavoro compiuto.

### Riprese
Gran parte del film venne girato a Richmond, in Virginia, tranne alcune scene che vennero invece girate in altre location, tra cui Montreal in Canada ed Helsinki e Porvoo, in Finlandia.

## Accoglienza

### Incassi
Il film, prodotto con un budget di 60 milioni di dollari, ha incassato 160 milioni.